# Юридический колледж Университета Небраски
Юридический колледж Университета Небраски, другие названия: юридический факультет Университета Небраски-Линкольна, Школа права университета Небраски-Линкольна (англ. University of Nebraska College of Law, Nebraska Law) — одна из профессиональных высших школ системы Университета Небраски. Он был основан в 1888 году и стал факультетом университета Небраски в 1891 году. Согласно официальному раскрытию информации в соответствии с требованиями Американской ассоциации юристов за 2017 год, 70,3 % выпускников 2016 года были трудоустроены на полный рабочий день, через девять месяцев после выпуска.

## История
Юридический колледж Университета Небраски был основан в 1891 году, когда Совет регентов университета проголосовал за включение частного двухгодичного Центрального юридического колледжа в систему университета. Первые занятия были организованы осенью 1891 года, а в 1893 году Маноа Риз, бывший судья Верховного суда Небраски, стал первым деканом юридического колледжа. Риз был деканом до 1903 года, когда деканство принял Роско Паунд. Целью Паунда было революционизировать подготовку юристов, сделав академическое изучение права основным средством подготовки к юридической практике. Для достижения своей цели он ввёл метод изучения юридических дел, учредил «суды практики» и повысил вступительные требования, требуя для поступления диплом средней школы. Преемником Паунда в 1907 году стал Джордж Костиган-младший, который проработал деканом до 1909 года, когда его сменил Уильям Гастингс. Гастингс способствовал переезду колледжа из университетского зала, где занятия проводились с 1891 года, в отдельное здание юридического колледжа на перекрёстке 10-й улицы и "R".
Хотя Роско Паунд покинул пост декана университета Небраски и перешел в Северо-Западный, а затем Гарвардский университеты, он продолжал влиять на развитие колледжа. В 1920 году он посоветовал Совету регентов реорганизовать колледж, нанять преподавателей на полный рабочий день и отказаться от практики выбора преподавателей юриспруденции на неполный рабочий день из числа практикующих адвокатов. Паунд также рекомендовал назначить Уоррена Сиви на должность декана для осуществления этих изменений. Сиви внедрил эти изменения и повысил требования для поступления в колледж до шестидесяти часов обучения.
Когда в 1926 году Сиви ушел в Пенсильванский университет, регенты назначили деканом юридического факультета Генри Хаббарда Фостера. Фостер занимал должность декана до 1945 года. В 1945 году Фредерик Бойтель сменил Фостера на посту декана.
Во время своего пребывания на этом посту Бойтель, бывший помощник прокурора Министерства внутренних дел США, предложил ряд изменений в учебном плане, чтобы отразить растущую потребность юристов в изучении работы законодательной и административной ветвей власти. Бойтель занимал должность декана до 1950 года, когда её занял Эдмунд Белсхайм. Он курировал введение системы взаимопомощи на экзаменах и участие преподавателей и студентов юридического факультета в создании Бюро юридической помощи Линкольна.
Дэвид Доу, преподаватель юридического колледжа с 1946 года, занял пост декана в 1960 году. При Доу набор в колледж начал расти, в результате чего к концу десятилетия число студентов-юристов увеличилось более чем в два раза. В 1964 году Доу также получил для колледжа разрешение Совета регентов присваивать степень доктора юриспруденции, а не степень бакалавра права.
Доу занимал должность декана до 1966 года, когда его сменил Генри Гретер, бывший помощник генерального прокурора штата Небраска и преподаватель юридического колледжа с 1948 года. Гретер руководил переездом юридического колледжа из здания, в котором он располагался с 1913 года, в Восточный кампус, в Росс-Макколлум-Холл.
В 1977 году Гретер вернулся к преподавательской деятельности, а Джон Стронг стал деканом. Под его руководством к новому зданию юридического колледжа был пристроен зал судебных заседаний, получивший название в честь Шермана Уэлптона-младшего. В 1983 году деканом был назначен Харви Перлман, который начал работу по расширению юридической библиотеки. В 1998 году Нэнси Рапопорт стала первой женщиной-деканом юридического колледжа университета Небраски и приступила к реализации проекта по обновлению и расширению юридической библиотеки Шмида.
Стивен Уиллборн сменил Рапопорт на этом посту 1 июля 2001 года. С тех пор колледж инвестировал около 12 миллионов долларов в полную реконструкцию своих помещений. Реконструкция включала в себя новый читальный зал, открытый внутренний дворик и новый комплекс офисов для подготовки юридических документов. В 2003 году впервые за всю историю количество студенток-первокурсниц превысило количество студентов-первокурсников мужского пола.
15 мая 2010 года Сьюзан Позер стала деканом юридического колледжа Университета Небраски. За время деканства Позер в колледже произошло несколько изменений в учебном плане, включая введение курса «Международные перспективы», новой программы, направленной на обучение студентов профессиональным навыкам, которые не являются строго академическими, и создание новой клиники юридического колледжа.
1 апреля 2017 года, проработав более года в качестве временного декана, Ричард Моберли был назначен деканом юридического колледжа.
Юридический факультет Университета Небраски-Линкольна является уставным членом Ассоциации американских юридических факультетов и аккредитован Американской ассоциацией юристов.

## Трудоустройство и рейтинги
Согласно официальному раскрытию информации в соответствии с требованиями Американской ассоциации юристов за 2017 год, 87,5 % выпускников 2017 года были трудоустроены на полный рабочий день через десять месяцев после окончания учёбы. Процент безработицы в юридической школе Небраски по результатам 2016 года составлял 19,5 %, что указывает на процент безработных, получающих дополнительную степень или работающих на непрофессиональной, краткосрочной или неполной занятости через девять месяцев после окончания учебы.
В 2016 году в рейтинге юридических школ США, составленном Business Insider, в котором большее значение придается рабочим местам и не учитывается избирательность или репутация, юридический колледж университета Небраски-Линкольна занял 44-е место среди лучших юридических школ Америки. В 2021 году в рейтинге юридических школ U.S. News & World Report юридический колледж университета Небраски-Линкольна заняла 87-е место среди 197 юридических школ США.

## Стоимость обучения
Стоимость академического часа на 2018—2019 учебный год составляла 384,75 долларов США для резидентов и 1016,75 долларов США для нерезидентов. Стипендия за 2018—2019 учебный год составляла 3386 долларов в год на студента.

## Знаменитости

### Преподаватели
- Роджер Кирст[англ.];
- Ричард Дулинг[англ.];
- Уильям Райли[англ.], федеральный судья, адъюнкт-профессор судебной адвокатуры;
- Дэвид Лэндис[англ.];
- Роско Паунд;
- Харви Перлман[англ.].

### Выпускники

Среди выпускников юридического колледжа выделяются:
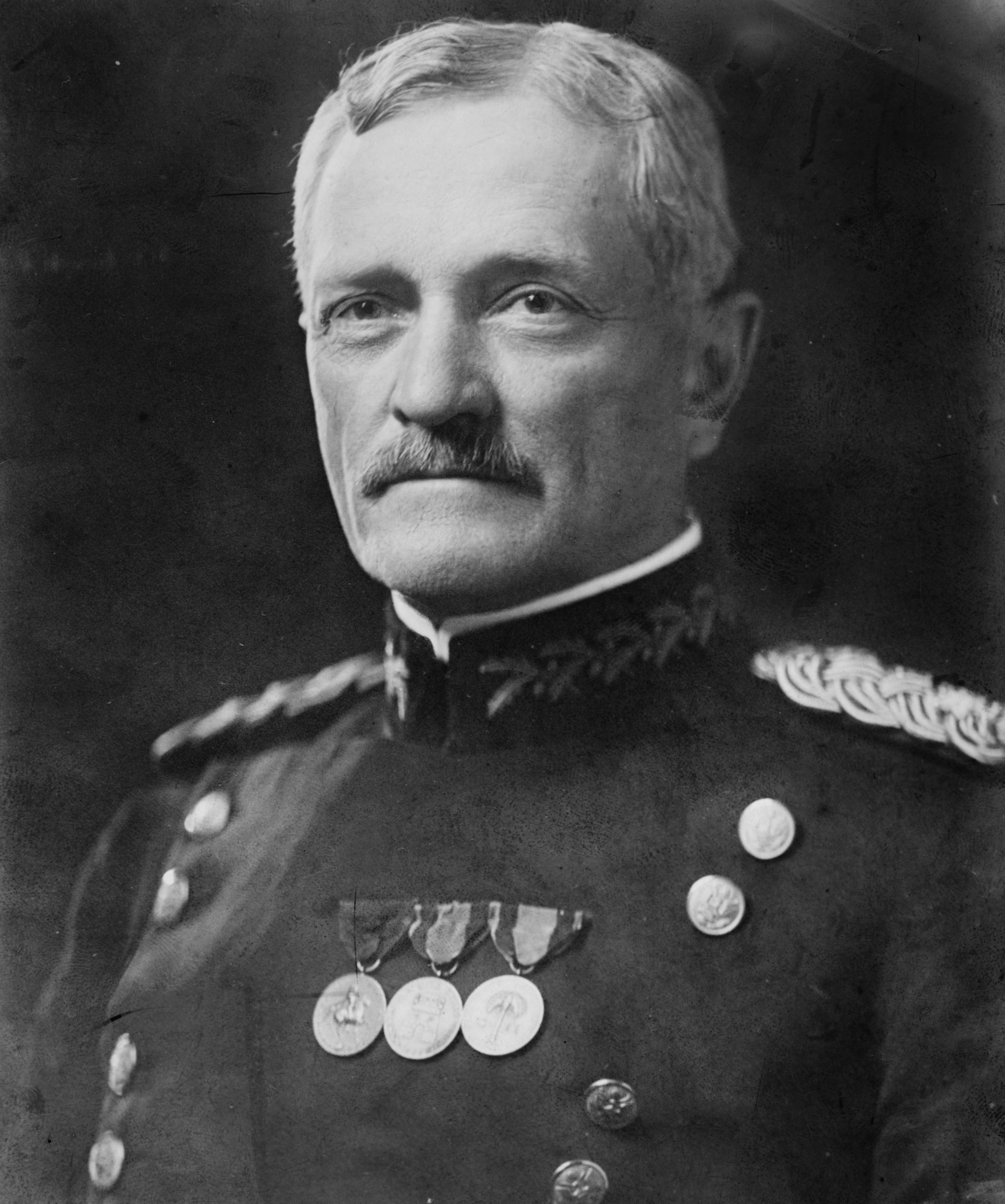
Джон Першинг, окончил колледж в 1893, Генерал армий, Командующий американскими экспедиционными силами в Первой мировой войне.
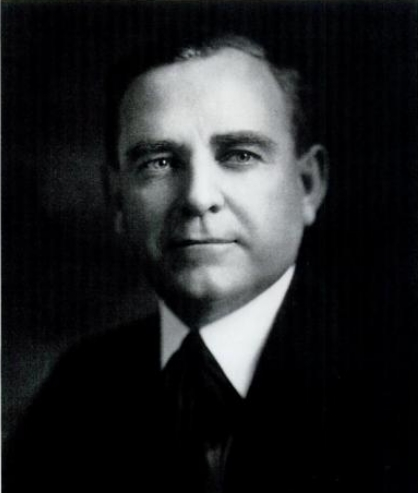
Джон Маккарл[англ.], окончил колледж в 1903, 1-й Генеральный контролёр США[англ.].
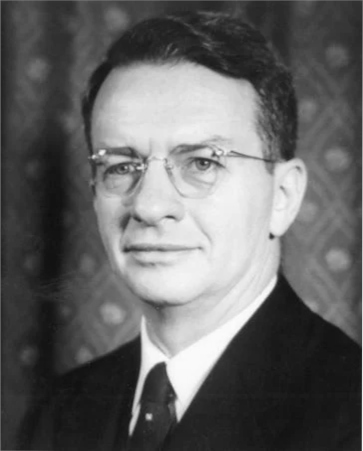
Джеймс Рэнкин[англ.], окончил колледж в 1930, 31-й Генеральный солиситор США.
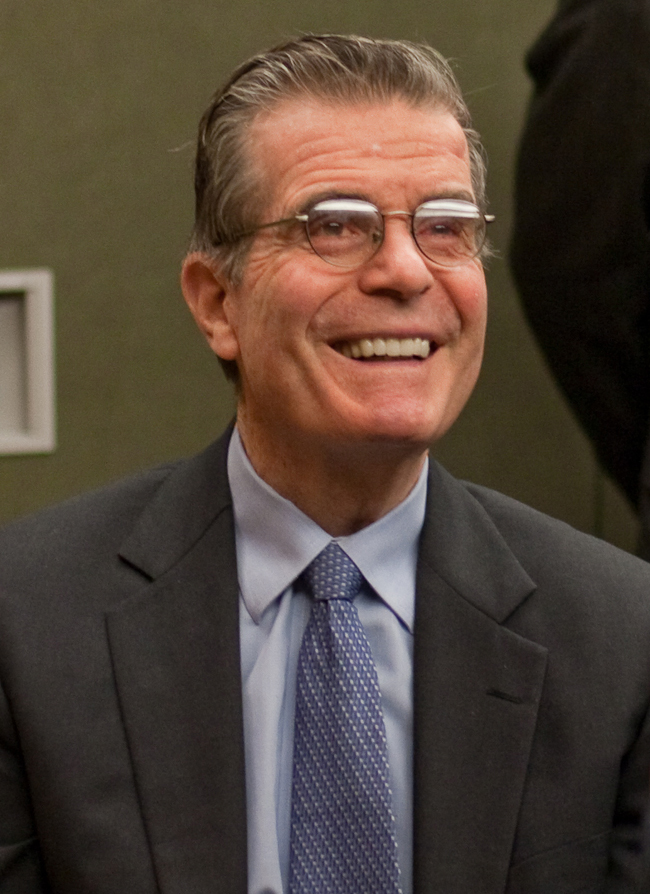
Теодор Соренсен, окончил колледж в 1949, 7-й советник Белого дома[англ.], спичрайтер президента США Джона Ф. Кеннеди.
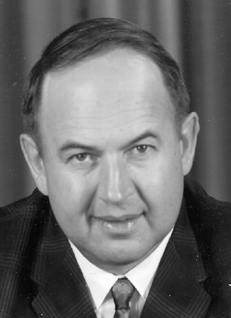
Стэнли Хэтэуэй[англ.], окончил колледж в 1950, 40-й министр внутренних дел США, 27-й губернатор штата Вайоминг.
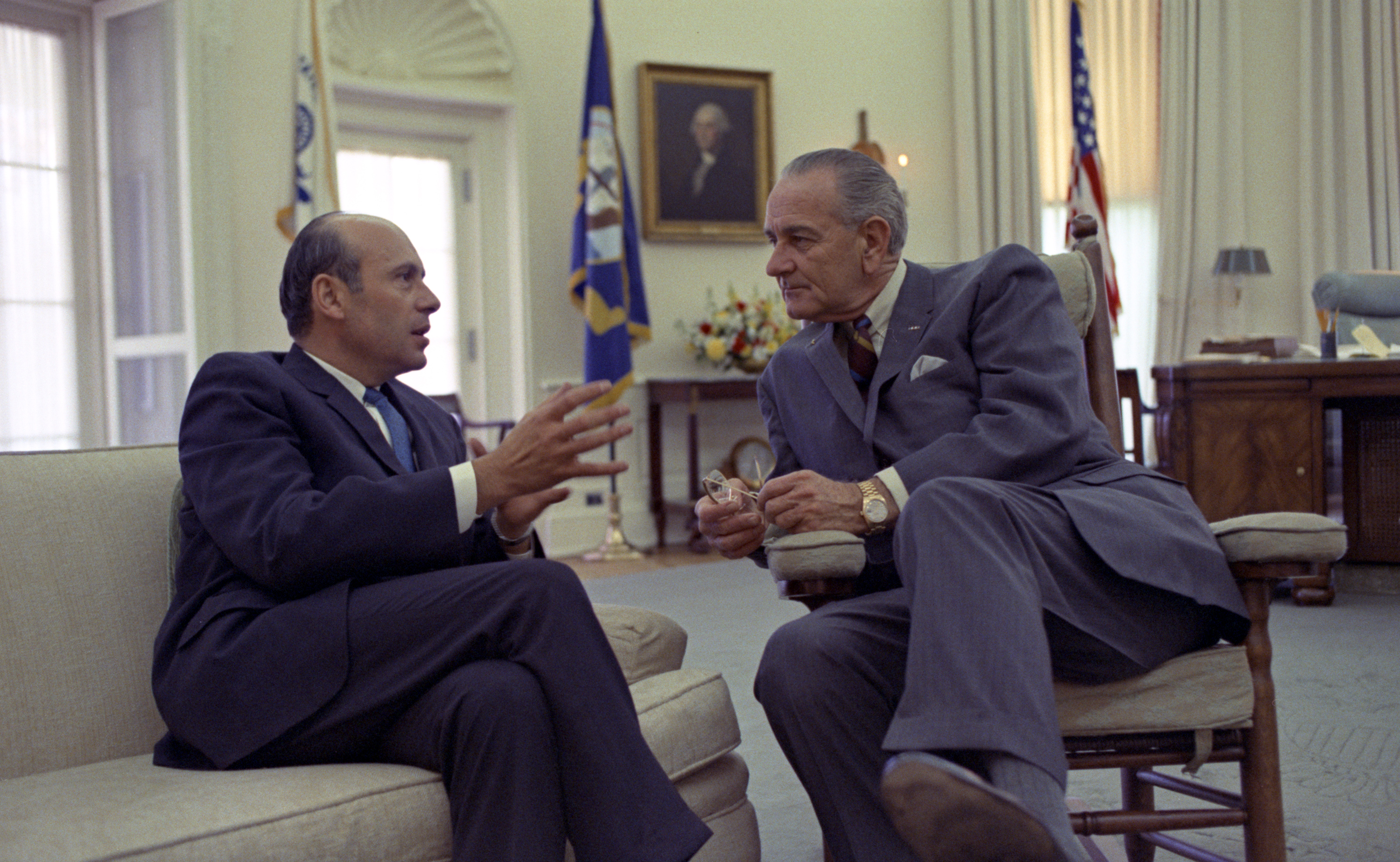
Ли Уайт[англ.], окончил колледж в 1953, 9-й советник Белого дома при Линдоне Джонсоне.
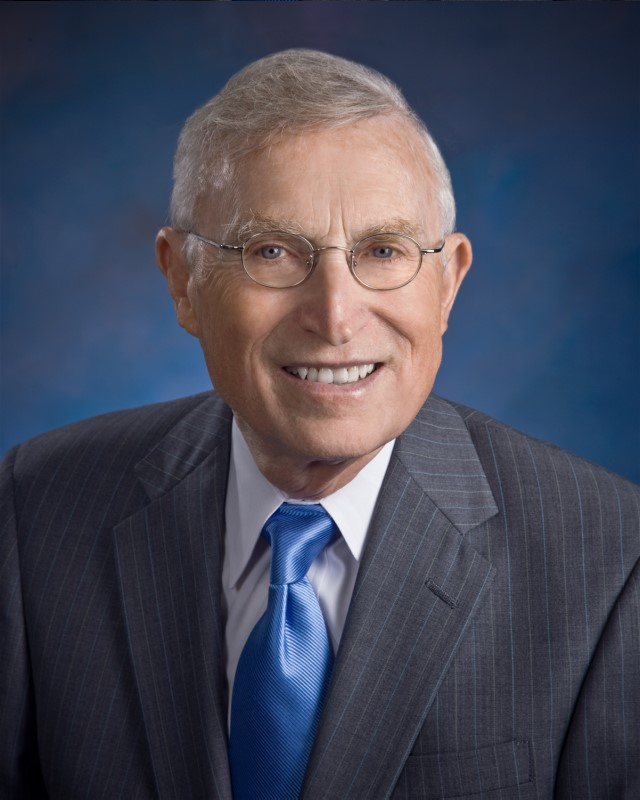
Кларенс Арлен Бим[англ.], окончил колледж в 1965, Судья Апелляционного суда восьмого округа США.
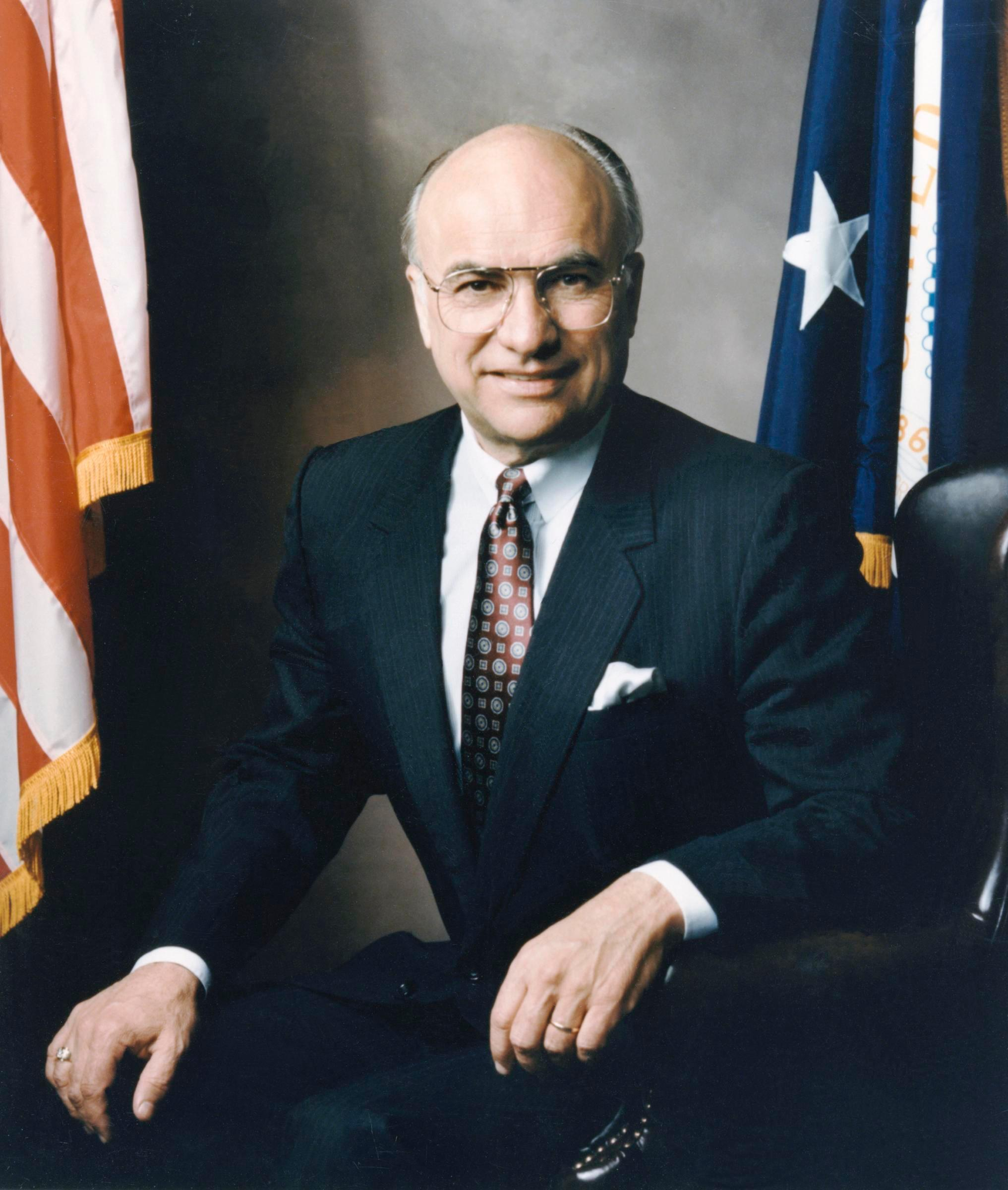
Клейтон Йитер, окончил колледж в 1963, 23-й министр сельского хозяйства США, 13-й Советник президента США.
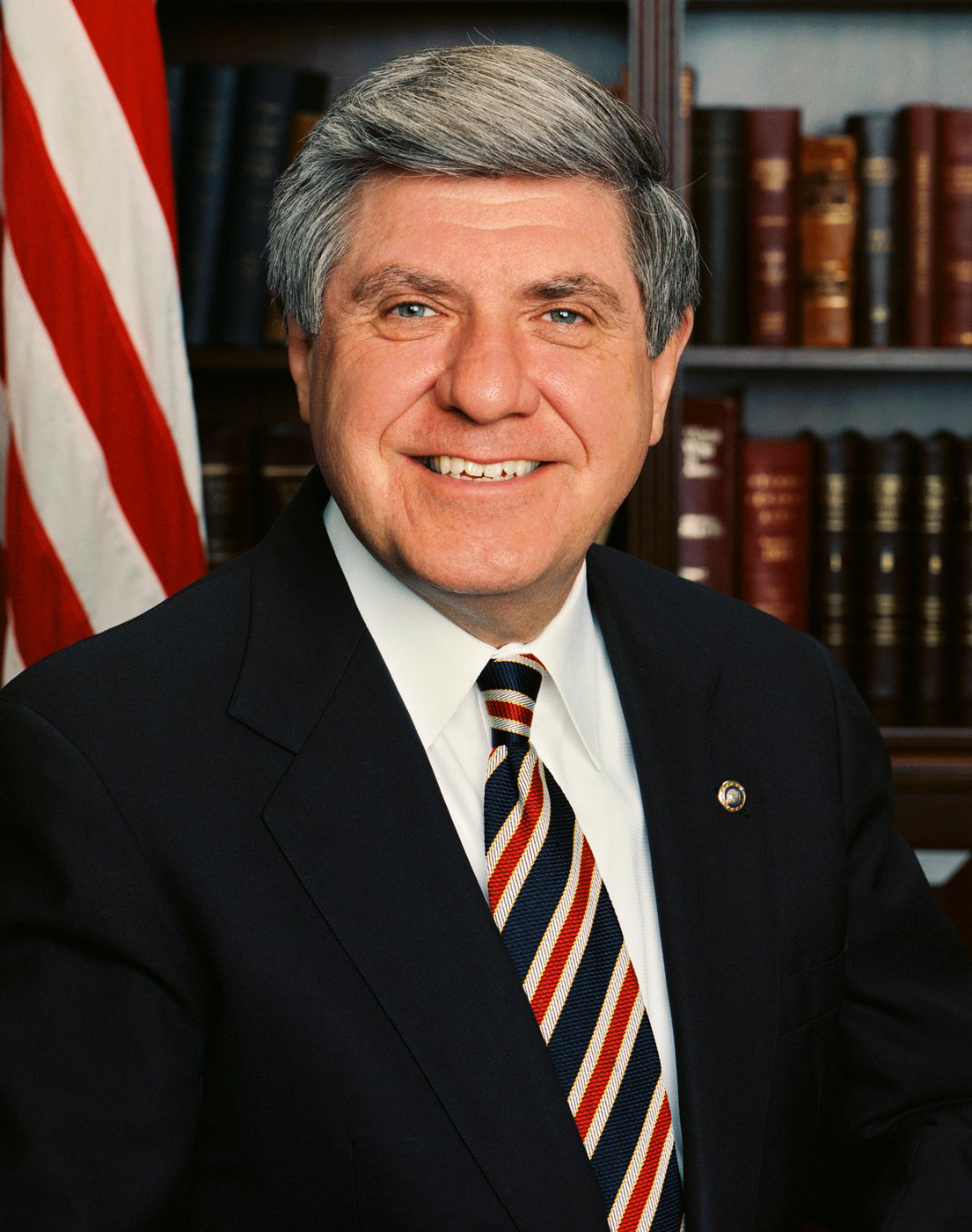
Бен Нельсон, окончил колледж в 1970, 37-й губернатор штата Небраска, сенатор США от штата Небраска.
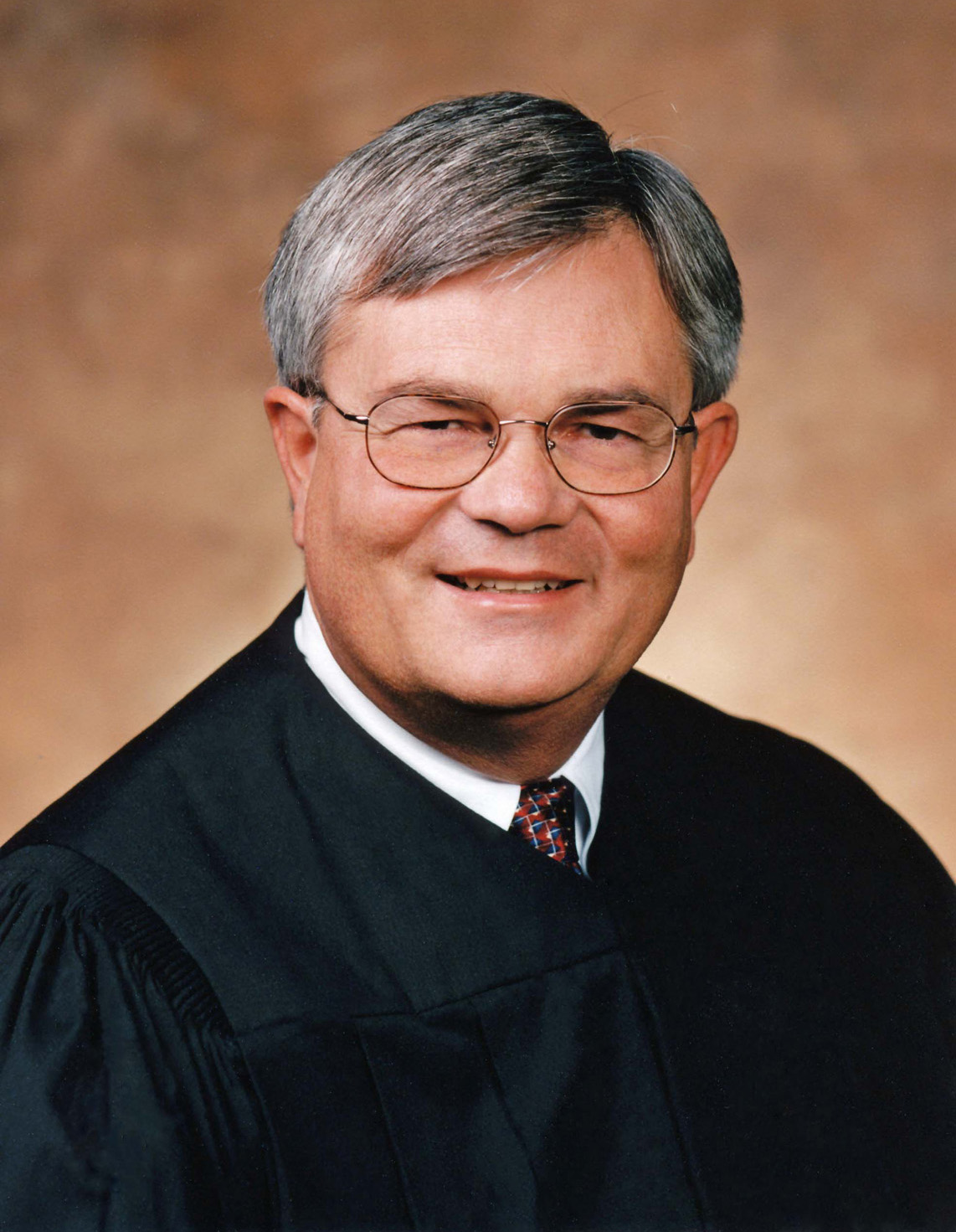
Уильям Райли[англ.], окончил колледж в 1972, Главный судья Апелляционного суда США по Восьмому округу.
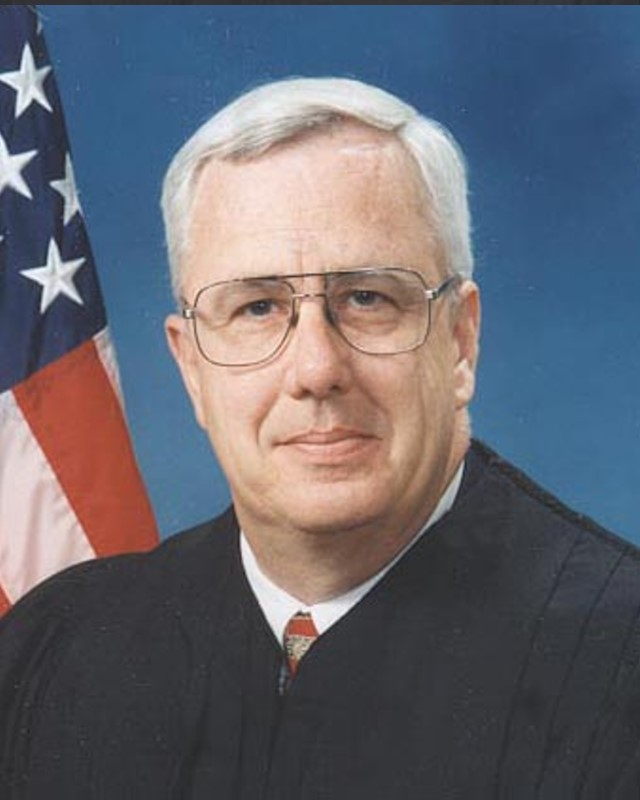
Ричард Копф[англ.], окончил колледж в 1972, Главный судья окружного суда США по округу Небраска[англ.].
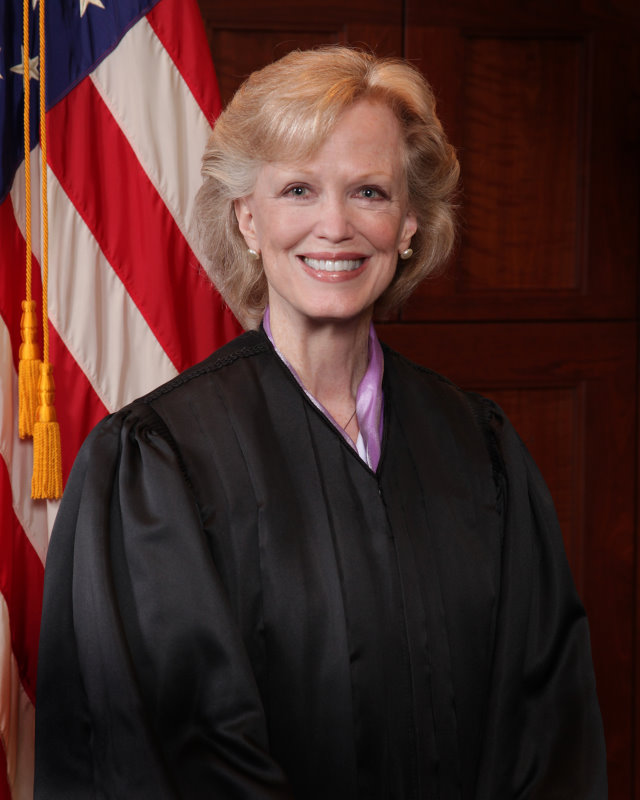
Лори Кэмп[англ.], окончила колледж в 1977, Главный судья окружного суда США по округу Небраска.
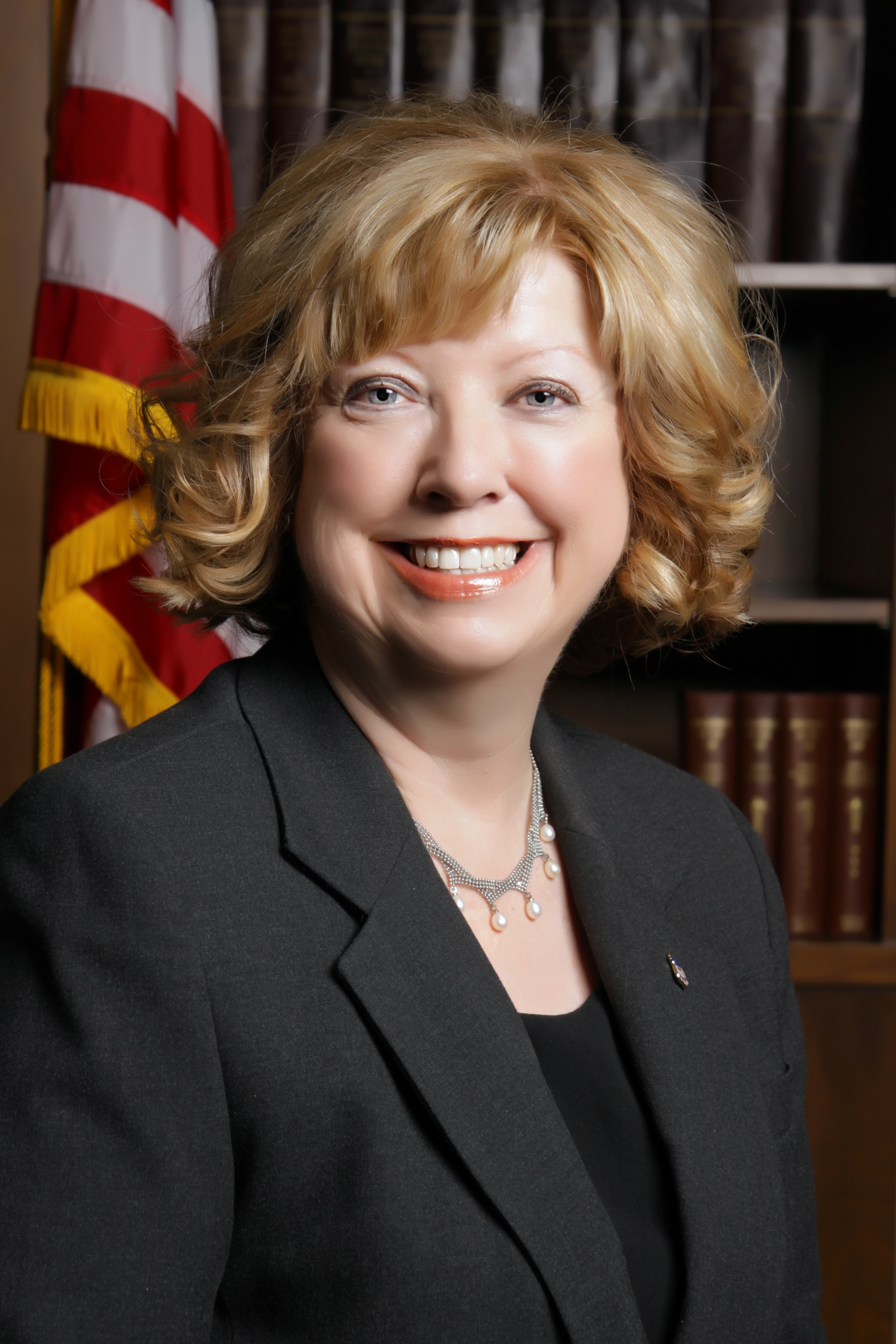
Дебора Гилг[англ.], окончила колледж в 1977, Федеральный прокурор США по округу Небраска[англ.].
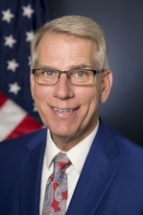
Джозеф Келли, окончил колледж в 1981, Федеральный прокурор США по округу Небраска[англ.].
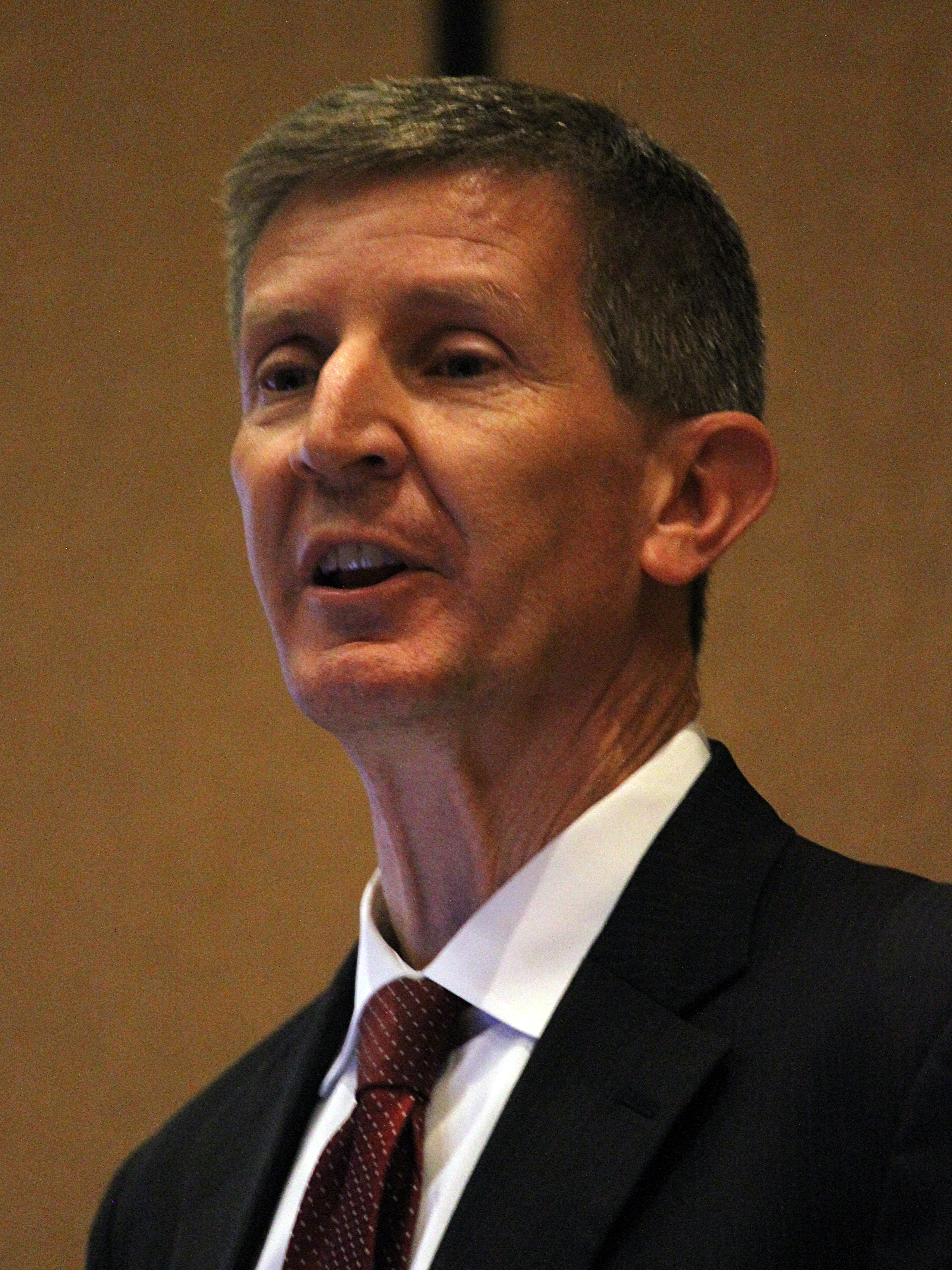
Стивен Грасс[англ.], окончил колледж в 1989, Судья Апелляционного суда США по Восьмому округу.

- Курт Бромм[англ.], 1970, спикер законодательного собрания штата Небраска;
- Джон Брюнинг[англ.], 1994, генеральный прокурор штата[англ.] Небраска;
- Элмер Беркетт[англ.], 1893, сенатор США от штата Небраска;
- Уильям Кембридж[англ.], 1955, федеральный судья;
- Хэл Дауб[англ.], 1966, член Палаты представителей США от штата Небраска и мэр города Омаха[англ.];
- Джеймс Донневальд[англ.], 1949, казначей штата Иллинойс;
- Джеффри Функе[англ.], 1994, судья, Верховный суд штата Небраска[англ.];
- Майкл Хивикан[англ.], 1975, главный судья, Верховный суд штата Небраска[англ.];
- Джордж Хайнке[англ.], 1908, член Палаты представителей США от Небраски;
- Фрэнк Моррисон[англ.], 1931, губернатор Небраски;
- Фред Джонсон[англ.], 1903, член Палаты представителей США от Небраски;
- Джон Фрейденберг[англ.], 1995, судья, Верховный суд штата Небраска[англ.];
- Харви Джонсен[англ.], 1919, главный судья Апелляционного суда США по Восьмому округу;
- Томас Коноп[англ.], 1904, член Палаты представителей США от Виконсина;
- Джон Магуайр[англ.], 1899, член Палаты представителей США от Небраски;
- Говард Миллер[англ.], 1900, член Палаты представителей США от Канзаса;
- Томас Монаган[англ.], 1972, Окружной суд США по округу Небраска[англ.];
- Харви Перлман[англ.], 1966, канцлер университета Небраски-Линкольна;
- Джон Пикетт[англ.], 1922, федеральный судья;
- Дональд Росс[англ.], 1948, федеральный судья, Апелляционный суд восьмого округа США;
- Марк Куандал[англ.], 1972, федеральный судья, сенатор от Небраски;
- Кеннет Стефан[англ.], 1973, судья, Верховный суд штата Небраска[англ.];
- Стефани Стейси[англ.], 1991, судья, Верховный суд штата Небраска[англ.];
- Джо Стечер[англ.], 1983, Окружной суд США по округу Небраска[англ.];
- Чарльз Тон, 1950, член Палаты представителей США от Небраски, губернатор Небраски;
- Роберт Пелт[англ.], 1922, федеральный судья;
- Артур Уивер, 1896, губернатор Небраски;
- Джон Райт[англ.], 1970, судья, Верховный суд штата Небраска[англ.];